# Santa Cruz (Marinduque)
Pour les articles homonymes, voir Santa Cruz.
Santa Cruz est une municipalité de la province de Marinduque, aux Philippines.